# Jan Vormann

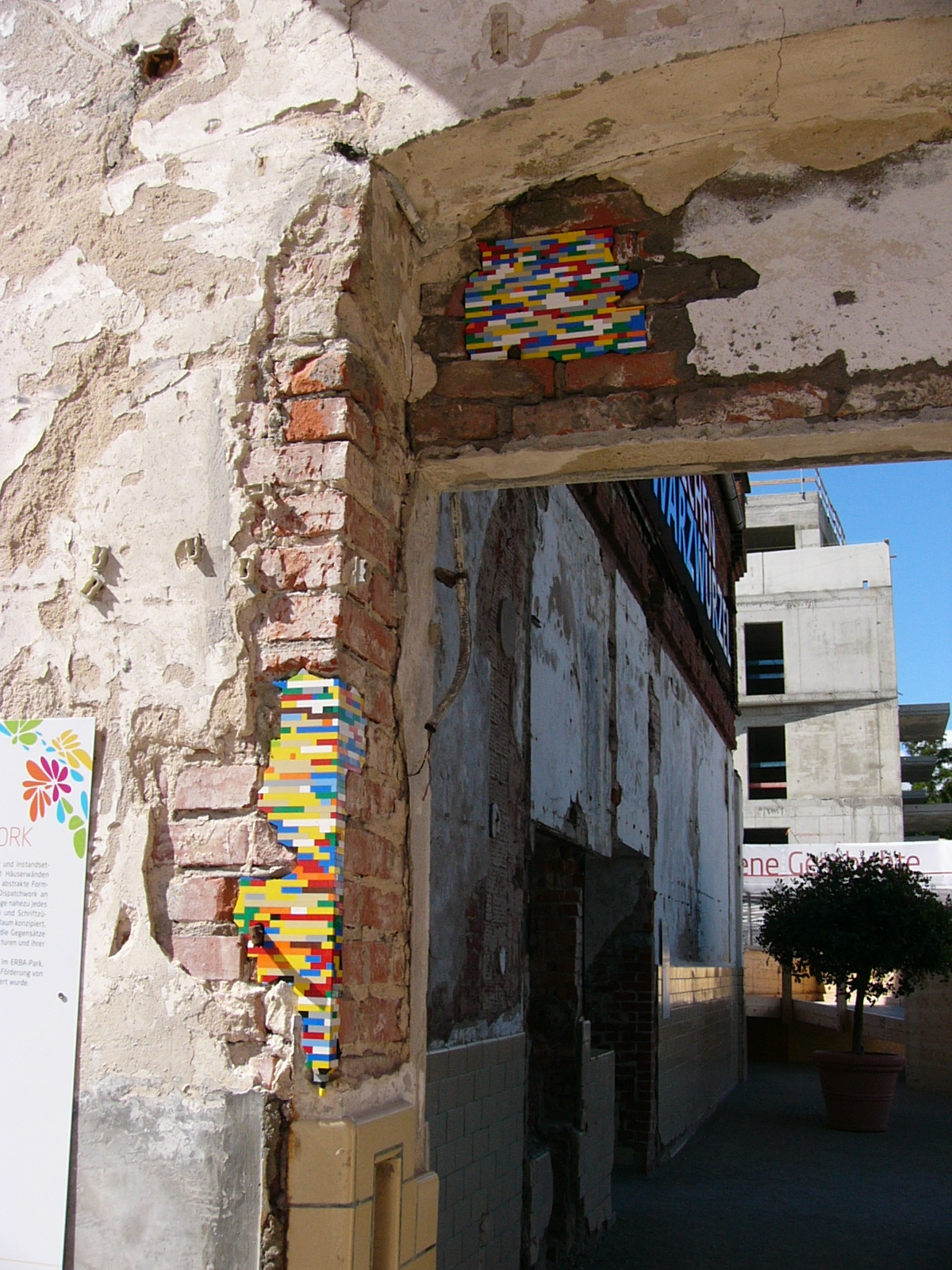
Installation Vormanns bei der Landesgartenschau Bamberg 2012

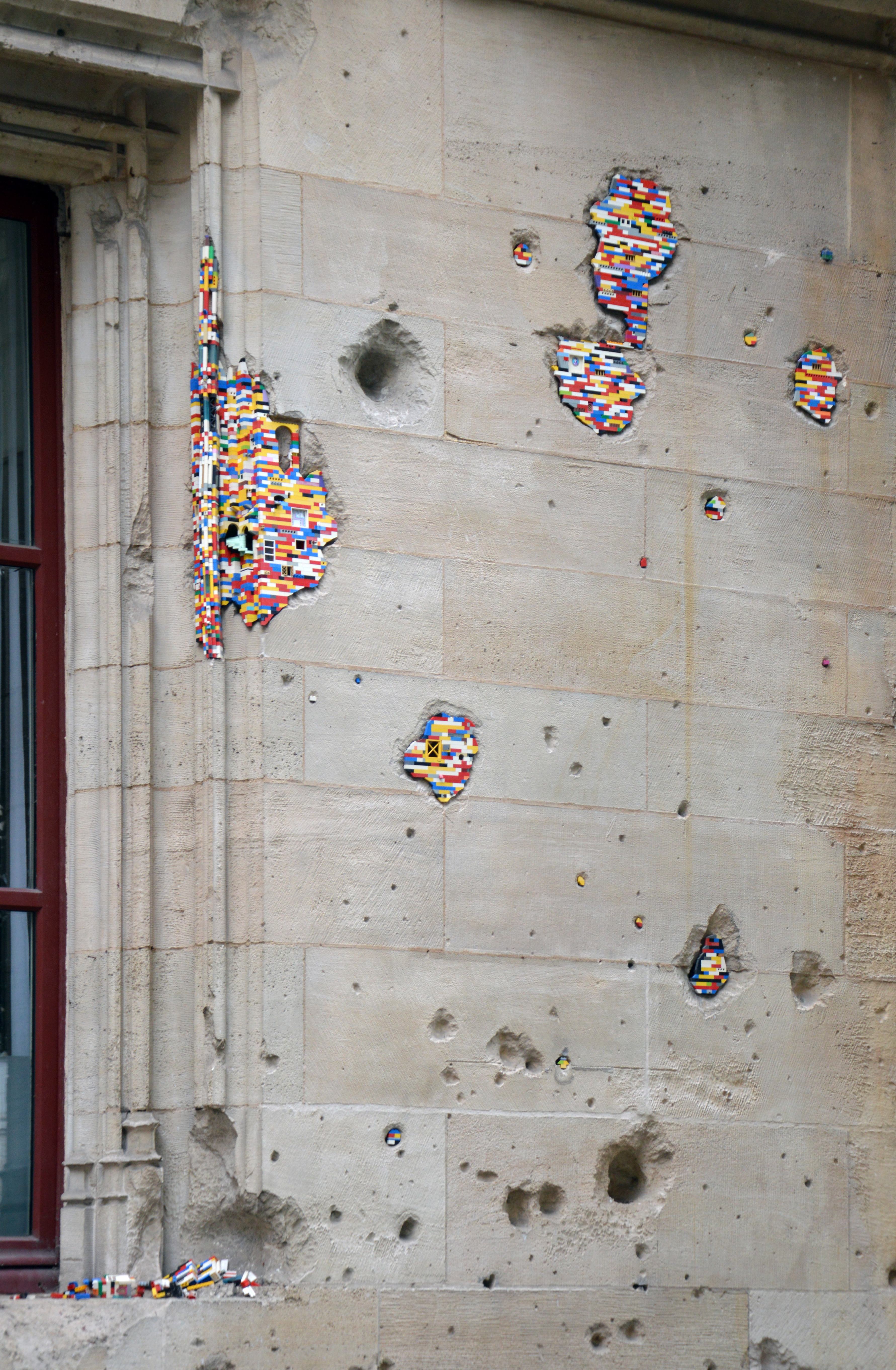
Installation in Rouen

Jan Vormann (* 1983 in Bamberg) ist ein deutscher Bildhauer. Er wurde als Sohn einer tunesisch-französischen Mutter und eines deutschen Vaters in Bamberg, Deutschland, geboren. Vormann wuchs in Bamberg auf, wo er ein Jahr lang Kunstgeschichte und Konservierung an der Universität Bamberg studierte, bevor er sein Studium auf die bildende Kunst umstellte. Er erwarb sein Diplom in Bildhauerei an der Kunsthochschule Weißensee Berlin, wo er bei Karin Sander, Bernd Wilde und Inge Mahn studierte. 2009/2010 studierte er für die Dauer eines Jahres an der Staatlichen Stieglitz-Akademie für Kunst und Design in Sankt Petersburg in Russland.
Jan Vormanns Arbeiten zeichnen sich durch eine einfache Bildsprache aus. Durch eine Vielzahl von Medien, von kinetischen Skulpturen, Videos und Installationen sowohl in geschlossenen künstlerischen Räumen als auch im öffentlichen Raum, erlangte Vormann Bekanntheit, indem er alltägliche Begebenheiten pointiert kommentierte und ihnen eine soziale, politische oder ironische Wendung gab. Sein visueller Stil ist im Kontext junger europäischer und US-amerikanischer Künstler wie Octavi Serra, Amparito und Brad Downey zu erkennen.
Vormann wurde durch seine öffentliche Installation namens Dispatchwork bekannt, bei der er Plastikbausteine wie Lego verwendet, um beschädigte Strukturen weltweit zu reparieren. Obwohl er sich aufgrund seiner antikapitalistischen Haltung weigert, materielle Unterstützung von Plastikbausteinherstellern anzunehmen, und ungeachtet des ephemeren Charakters der lose (und ohne Klebstoff) in alte Gebäude eingefügten Bausteine, ist das Werk in vielen Städten weltweit zu sehen. Vom Times Square in New York City bis zur Chinesischen Mauer hat Vormann mithilfe einer breiten Fangemeinde ein weltweites Netzwerk zur Reparatur kaputter Strukturen geschaffen. Auf der interaktiven Website hat das Projekt Dispatchwork mehr als 200 Dispatch-Art-Interventionen weltweit gesammelt, an denen sich Menschen jeden Alters beteiligen und sogar Projekte in ihren eigenen Städten initiieren.
Vormann arbeitet auch mit kinetischen Installationen, wobei die Seifenblasen-Lebensverlängerungsmaschine eines seiner bekanntesten Werke ist. Eine Seifenblase wird durch ein System von Pumpen und Motoren am Leben erhalten und erhält so eine verlängerte Lebenszeit von bis zu einigen Tagen.
Jan Vormann hält Workshops mit Studenten in Einrichtungen wie dem Institut für Architektur Arcam in Amsterdam und der Peggy Guggenheim Collection in Venedig ab. Früher als Professor für Creative Physics im Fachbereich Interaction-Design an der Berliner Technischen Kunsthochschule tätig, lehrt er heute im Fachbereich Neue Medien der Universidad Austral de Chile (UACh) in Valdivia, Chile.
Weitere Bekanntheit erlangte Vormann durch die Organisation einer der ersten Ausstellungen von Streetartists im digitalen Raum des Computerspiels Minecraft. In Zusammenarbeit mit Brad Downey und dem italienischen YouTuber Surry (Salvatore Cinquegrana) kuratiert, lud er Künstler wie Vhils, Addfuel, Jazoo Yang, Michael Johansson, Esther Stocker, John Fekner und Octavi Serra ein, diesen digitalen Raum als Leinwand für ihre Installationen zu nutzen und öffnete sie 2021 in Form eines "Anarchy Servers" von Minecraft unter dem Namen "Between Particles and Waves" für die Öffentlichkeit. Im Jahr 2022 wurde das Projekt "Between particles and Waves" in Zusammenarbeit mit dem Total Museum of Contemporary Art in Seoul neu aufgelegt, indem drei weitere Künstler in denselben Welt-Samen aufgenommen wurden. Die neuen Künstler waren Sihoon Kim, Sanghee und das Architekten- und Urbanistenkollektiv IVAAIU-City.
Jan Vormann hat seine Werke in Museen wie dem Alten Museum in Berlin ausgestellt, an Konferenzen im Russischen Museum für Zeitgenössische Kunst in Moskau teilgenommen und renommierte Biennalen und Festivals wie die Kunstbiennale in Venedig (2012), die Architekturbiennale in Venedig im französischen Pavillon (2018) sowie verschiedene Kunstfestivals im öffentlichen Raum wie La Nuit Blanche in Paris besucht.